# Farra di Soligo
Farra di Soligo (Fara in veneto) è un comune italiano di 8 508 abitanti della provincia di Treviso in Veneto.

## Geografia fisica
Il territorio del comune è delimitato a nord da una catena di colli, ai piedi dei quali si collocano i centri abitati, in un'area che si fa pianeggiante e che a est è lambita dal fiume Soligo.
Il paese si sviluppa lungo la strada provinciale SP32, la strada del Conegliano-Valdobbiadene D.O.C.G. In particolare a Farra di Soligo i colli, con direzione est-ovest, vengono tagliati in direzione nord-sud da dei ruscelli a carattere torrentizio formando cinque vallate, con caratteristiche uniche.
Nei suddetti colli, ora patrimonio UNESCO, si sviluppa una viticoltura eroica a causa delle elevate pendenze che non ne consentono la meccanizzazione, Qui si produce il Conegliano-Valdobbiadene D.O.C.G.

## Origini del nome
Farra riflette il longobardo fara, con cui si indicava un piccolo insediamento demografico o fondiario. Con R.D. 10 novembre 1867 è stato aggiunto il nome della frazione Soligo per distinguere il toponimo dai tanti altri con identica origine; questo potrebbe essere un prediale derivato da un personale latino Sulla o Solius.

## Storia
Farra sorse forse in epoca longobarda. Nel secolo IX faceva parte della Marca trevigiana e nel secolo successivo entrò nel territorio della Contea vescovile di Ceneda. Nel secolo XIII fu data in feudo ai Da Camino, dai quali passò nel 1321 ai conti di Collalto, che a loro volta nel 1337 la cedettero a Venezia. I Da Camino del ramo di Ceneda di Sotto tentarono fino al 1422 di contrastare Venezia e di riprendersi Farra.

### Simboli
Lo stemma e il gonfalone sono stati concessi con D.P.R. del 6 ottobre 1953.
Il castello turrito rappresenta le varie fortificazioni medievali presenti sul territorio. Gli smalti di rosso del castello e d'argento del campo riprendono i colori della Marca Trevigiana e di Ceneda e la merlatura alla guelfa fa riferimento ai vescovi cenedesi che ne furono feudatari. La croce nera patente e scorciata è simbolo della signoria dei Da Camino.
Il gonfalone è un drappo partito di rosso e di bianco.

## Monumenti e luoghi d'interesse

### Architetture religiose

#### Chiesa di San Vigilio
Situata a Col San Martino, fu costruita intorno al 1100 sulla cima di un colle, forse in luogo di un precedente castello, da dove domina la vallata. Si ricorda soprattutto per i caratteristici orologi di grandi dimensioni posti su due facce del basso e robusto campanile romanico. La chiesa ha facciata a capanna e l'interno, a una navata coperta da capriate lignee, conserva degli affreschi del XV secolo, attribuiti al pittore Giovanni di Francia.

#### Chiesa di San Gallo
Edificio religioso di piccole dimensioni, la chiesa di San Gallo domina il colle omonimo, sopra la frazione di Soligo, con panorama sulla vallata di Pieve e sui colli circostanti (Feletto, Collalto, Montello).

#### Chiesa di Santa Maria Nova
Degna di nota per gli affreschi del XIV secolo in essa custoditi.

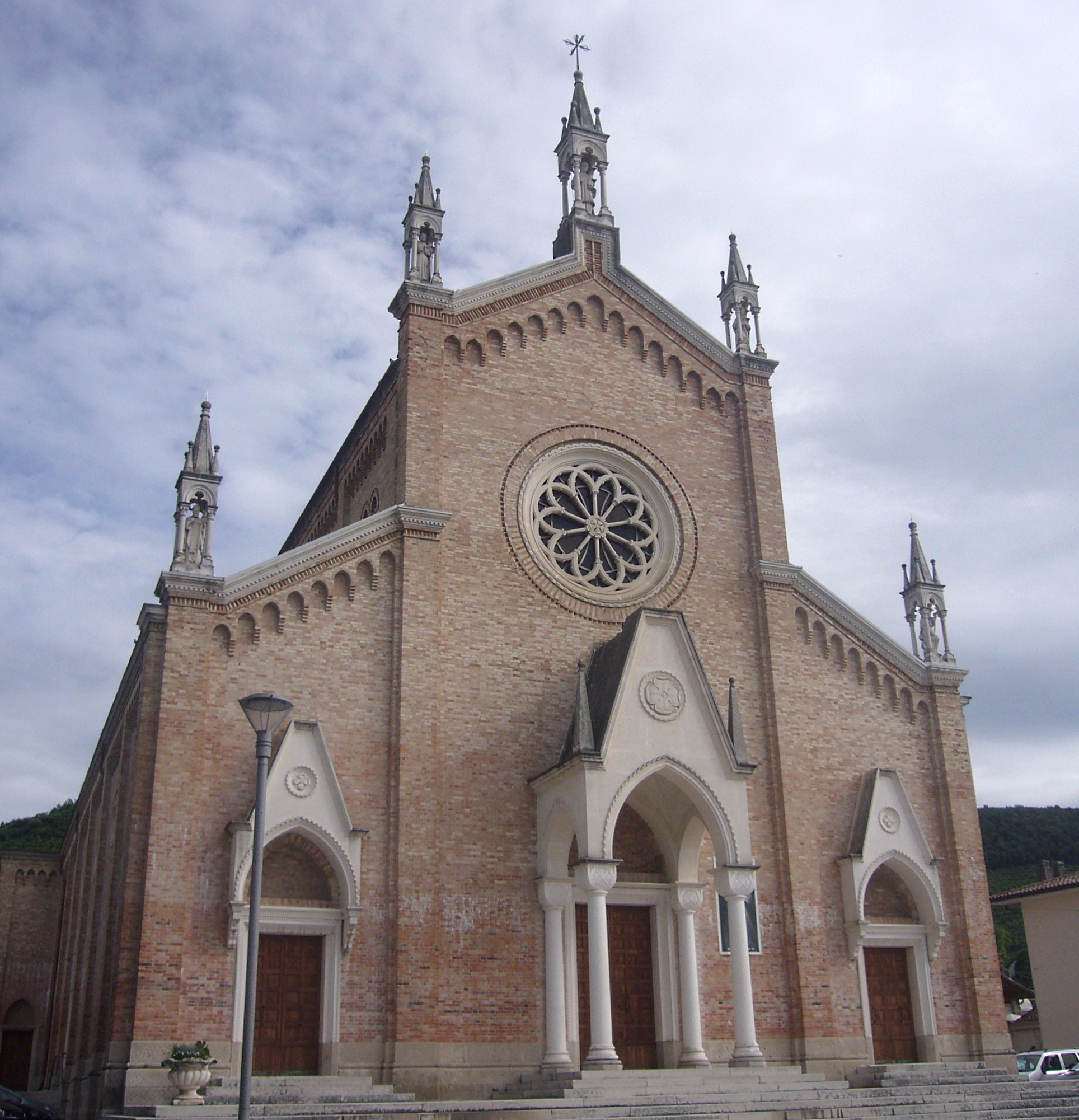
La chiesa parrocchiale

#### Chiesa parrocchiale
La parrocchiale di Farra, intitolata a santo Stefano, venne edificata nel XX secolo. Al suo interno sono custodite opere di pregio tra cui la pala d'altare di Francesco da Milano.

### Architetture civili
- Villa Caragiani Gradenigo Ricci: situata in posizione panoramica, è una struttura settecentesca con centralmente un pronao timpanato e chiuso da colonne tuscaniche in stile palladiano, raggiungibile attraverso una monumentale scalinata; la facciata e sovrastata da statue.
- Casa Callegari: villa di grande valore architettonico, con al piano nobile un porticato cinquecentesco aperto da cinque archi a tutto sesto.
- Casa canonica di Farra di Soligo: bel complesso rinascimentale (XV secolo), è la sede della parrocchia.
- Villa De Toffoli, Canel: grande villa ottocentesca con la facciata affrescata, è situata a Col San Martino.[10][11]
- Villa De Toffoli Minuto Rizzo: tipica struttura settecentesca, è ubicata in frazione Soligo.
- Villa della Rovere, Paccanoni: edificio risalente a metà Ottocento, proprietà della famiglia Paccanoni dal Novecento. Pesantemente danneggiato durante il primo conflitto mondiale, è stato successivamente ricostruito e ampliato. Del complesso originale rimangono solo frammenti di pavimento. L'Oratorio di Piazza Rovere fa parte della Villa ed ora la chiesa è chiusa al culto.[12]
- Villa Savoini: edificio cinquecentesco, caratterizzato da un'elegante trifora al piano nobile e dalle peculiari aperture dell'ammezzato, sotto un cornicione dentellato.
- Villa Soligo Brandolini: situata nella frazione di Soligo, è una nobile architettura settecentesca a due piani, con facciata tripartita e parte centrale più elevata e timpanata; al primo piano, centralmente, una loggia è sovrastato da balaustra e da una pentafora a tutto sesto.

### Architetture militari

#### Torri di Credazzo

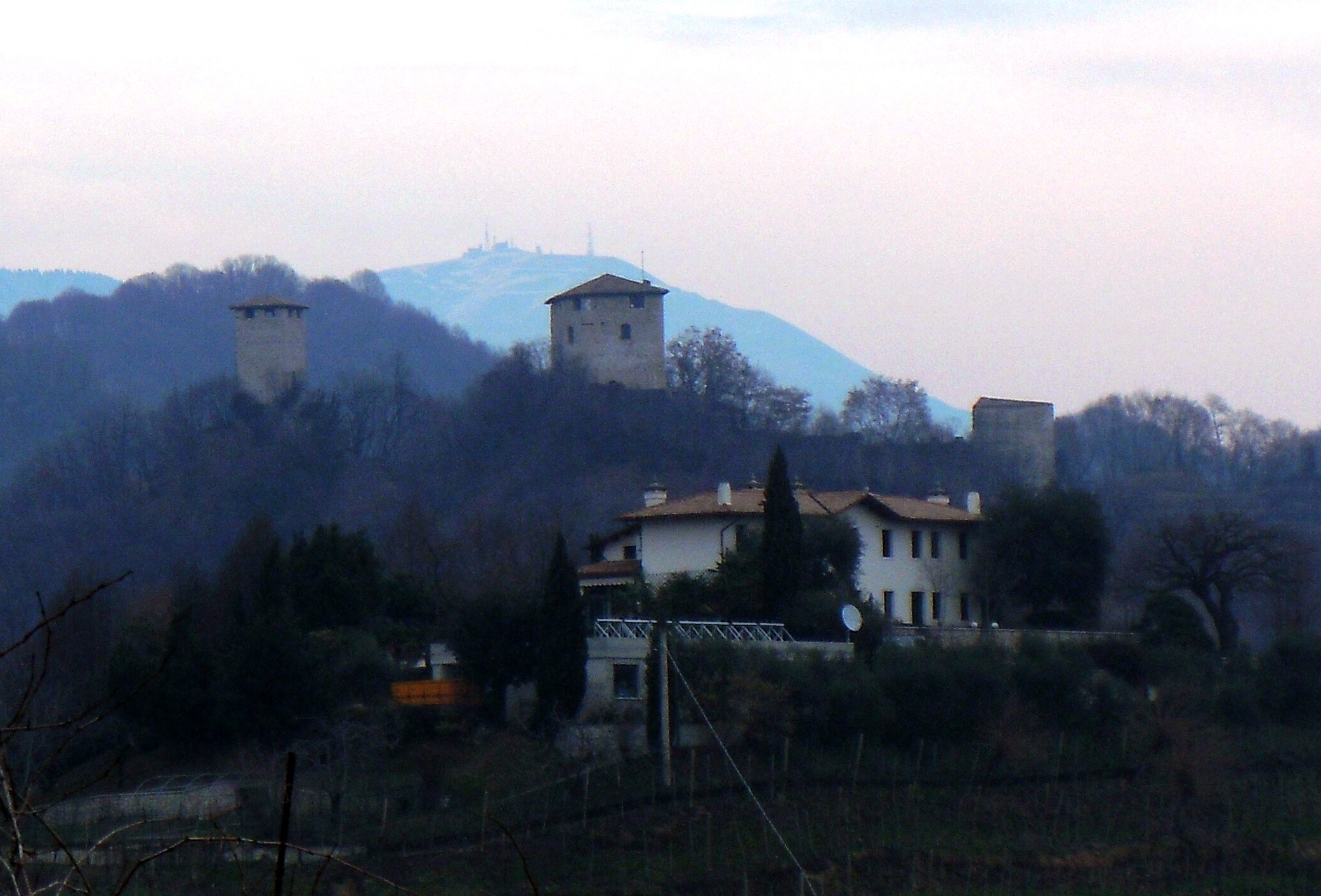
Torri di Credazzo viste da San Vigilio

Rappresentano di un fortilizio medievale ancora in buone condizioni grazie ai recenti restauri. Originarie del IX-X secolo, dal 1233 sono attestate come feudo dei Caminesi, per poi passare ai Collalto un secolo dopo. Distrutte dagli Ungari di Pippo Spano nel Quattrocento, caddero in rovina.
L'insieme si articola in tre torri di diverse dimensioni collegate tra loro da una cinta muraria.
Più recenti, ci sono numerose grotte scavate durante la Grande Guerra dall'esercito austro-ungarico come rifugio ai punti di osservazione utilizzati per correggere i colpi d'artiglieria.

### Aree naturali
Numerosi sentieri, curati dalla Comunità Montana delle Prealpi Trevigiane, collegano Col San Martino e Farra di Soligo, passando attraverso il Monte Moncader e le altre colline della zona, ricche di boschi di castagni e betulle.
In pianura, altri sentieri da percorrere in bicicletta si estendono verso sud nella zona dei palù, entrando nel comune di Sernaglia della Battaglia.

#### Platano monumentale
Nel giardino di Villa de Toffoli sorge un grande Platanus orientalis, la cui circonferenza è di 5,2 metri, per un'altezza di 28; è classificato nella lista dei circa 22 000 alberi monumentali italiani tutelati dalla guardia forestale e uno dei 16 dislocati in provincia di Treviso.

## Società

### Popolazione
Abitanti censiti (1871-2021)
Popolazione per età, sesso e stato civile

### Etnie e minoranze straniere
Al 31 dicembre 2023 gli stranieri residenti nel comune erano 809, ovvero il 9,5% della popolazione. Di seguito sono riportati i gruppi più consistenti:
1. Marocco 229
2. Macedonia del Nord 126
3. Romania 78
4. Bangladesh 75
5. Senegal 53
6. Ucraina 43
7. Albania 20
8. Camerun 20
9. Repubblica Dominicana 19
10. Croazia 18

## Geografia antropica

### Frazioni
Col San Martino
Frazione di circa 3 000 abitanti, Col San Martino si sviluppa a ovest del centro comunale, rinomata per la mostra del vino.
Soligo
Frazione che lega il suo nome al fiume omonimo. Rinomata per la manifestazione calici di stelle dalla cima al fondo.

## Economia

### Vino Prosecco
La produzione vitivinicola è molto diffusa, costituendo il cardine del settore agricolo del comune, annoverato tra quelli del Distretto DOCG del Prosecco Superiore di Conegliano-Valdobbiadene.

### Industria
Come in molte aree del Nord-est, anche il comune di Farra è interessato dalla presenza di piccole imprese manifatturiere, che, nella zona confinante con Pieve di Soligo, si specializza nella produzione di mobili.

## Amministrazione

### Altre informazioni amministrative
La denominazione del comune fino al 1867 era Farra.

## Sport

### Pallavolo
Farra di Soligo è sede di due associazioni sportive di Pallavolo, la  Volley Piave. (femminile) e  La Piave. (maschile).